# Groupe SEB

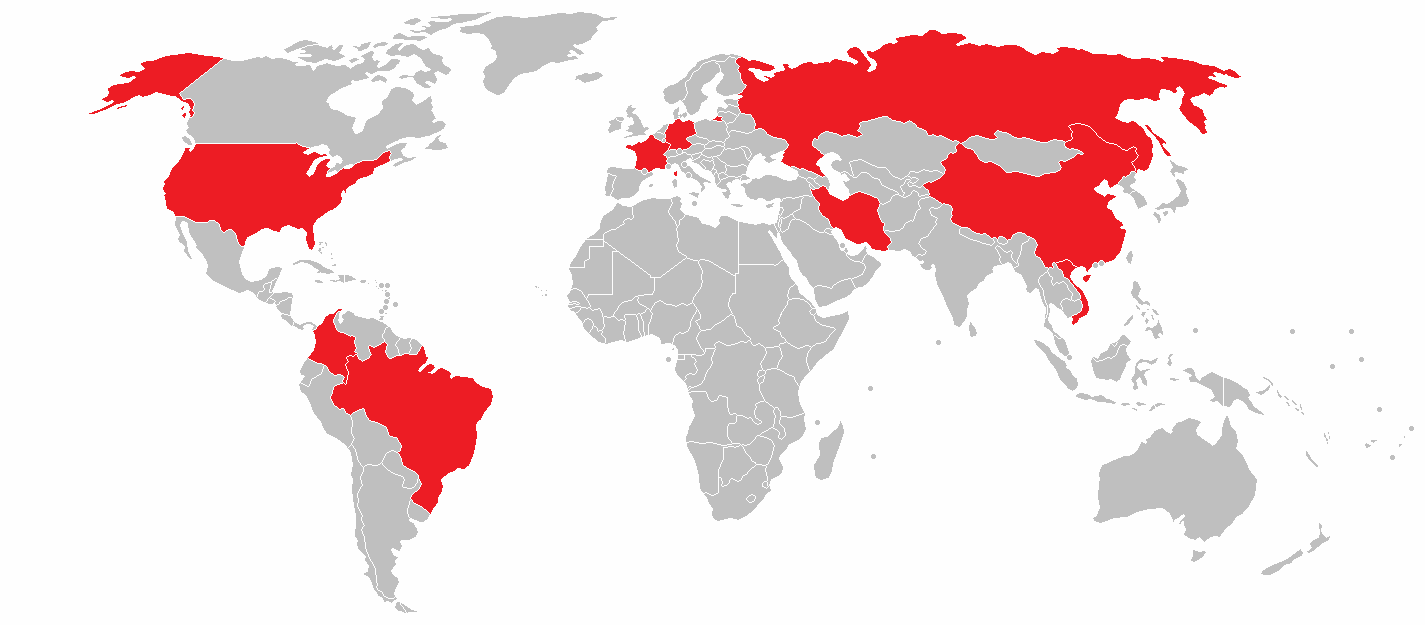
Наявні заводи Groupe SEB у світі.

Groupe SEB (Société d'Emboutissage de Bourgogne) — великий французький консорціум, який виготовляє дрібну побутову техніку. Groupe SEB володіє такими відомими торговими марками, як Krups, Moulinex, Rowenta, Tefal і WMF Group. Згідно з вебсайтом Groupe SEB, вони зіткнулися зі значною конкуренцією з боку китайських виробників, які пропонують аналогічні вироби за низькими цінами, проте зуміли зберегти стабільний рівень продажів. Велика частина продукції Groupe SEB у цей час виробляється в Китаї. Штаб-квартира Groupe SEB знаходиться в передмісті Ліона, в Екюллі.
Groupe SEB залишилася працювати на території Росії.

## Історія компанії
Історія консорціуму Groupe SEB бере свій початок від 1857 року. Засновником був Антуан Леск'юр (Antoine Lescure).

## Фінансові показники
За перше півріччя 2008 року Groupe SEB повідомив про збільшення прибутку з 52 млн євро в 2007 році до 94 млн євро. Groupe SEB наразі володіє 51,36% акціями китайської компанії з виробництва посуду Supor. У другій половині року Groupe SEB не прогнозує суттєвих змін у перспективі.
У 2004 році Groupe SEB придбала американську компанію All-Clad. Як очікується, слабкість на європейських ринках буде врівноважуватися подальшим зростанням у Північній Америці та Азії.